# Півники низенькі
{{#ifeq:0|0|{{#if:Iris humilis|{{#if:|[[]}}|[[]]}}}}
Півники низенькі (Iris humilis) — вид рослин із родини півникових (Iridaceae), що зростає у Євразії. Етимологія: лат. humilis — «низький, малий». Раніше вид півники борові (Iris arenaria), що зростає в Україні, вважалася підвидом Iris humilis, але тепер це окремий вид.

## Біоморфологічний опис
Основа пагонів з розщепленими відмерлими піхвами. Прикореневі листки сизувато-зелені, 3–7 мм ушир. Стебло з 1–2 листками й (1)2 жовтими квітками. Зовнішні частки оцвітини обернено-яйцюваті, загострені, із жовтою борідкою. Коробочка еліптична, звужена до обох кінців. Насіння світло-коричневе, овальне, зморшкувате.

## Середовище проживання
Зростає у Євразії від пд.-євр. Росії до Далекого Сходу Росії (також у Казахстані, Монголії, північному Китаї).
Зростає на степових, нерідко кам'янистих схилах, у борах, на лісових галявинах і прибережних луках. 

## Використання
Вирощується як декоративна рослина у помірних регіонах.

## Синоніми
Синоніми: Iris dahurica Herb. ex Klatt, Iris flavissima Pall., Iris rupestris Salisb., Joniris humilis (Georgi) Klatt.